# Тассароло
Тассароло (итал. Tassarolo) — коммуна в Италии, располагается в регионе Пьемонт, в провинции Алессандрия.
Население составляет 601 человек (2008 г.), плотность населения составляет 85 чел./км². Занимает площадь 7 км². Почтовый индекс — 15060. Телефонный код — 0143.
Покровительницей коммуны почитается Пресвятая Богородица (Madonnina di Sant’Ambrogio), празднование во второе воскресение сентября.

## Демография
Динамика населения:

## Администрация коммуны
- Официальный сайт: http://www.comune.tassarolo.al.it/